# 吳毓琦
吳毓琦（1966年2月20日—）是台灣的漫畫家。出生於台北市。血型A型，星座雙魚座。
代表作為《哈拉歪傳》。 

## 簡歷
- 高中畢業後曾於卡通公司擔任繪圖員，期間嘗試投稿漫畫出版社卻未獲青睞。26歲時（1992年）見到東立出版社《寶島少年》試刊號徵才廣告，以32頁短篇〈西楚霸王〉投稿東立獲得連載機會。
- 27歲時（1993年）以〈龍行天下〉於東立《寶島少年》開始連載而正式出道。〈龍行天下〉結束後，開始連載短篇〈紅衣女郎〉。30歲時（1996年）因接觸大量英美漫畫，畫風受其影響，發表以超級英雄為主角的作品《鷹俠》。後來近視度數急劇加深而暫停創作。
- 31歲時（1997年）轉型創作搞笑漫畫，嘗試創作以短篇單元形式搞笑風格的作品，並發表以中國歷史故事為背景的作品《顛瘋物語》。33歲時（1999年）發表作品《三賤客》，內容以三名不同性格、年齡房客間所發生無厘頭故事為主。
- 35歲時（2001年）因台灣漫畫市場景氣衰退，為求短時間內完成作品情況下，創作轉變為卡通風格，同時期發表作品《哈拉歪傳》。39歲時（2005年）以〈哈啦三國〉於東立《龍少年》開始連載。現於東立《龍少年》不定期連載中。

## 作品一覽

### 短篇漫畫
- 紅衣女郎（於東立《寶島少年》連載）

### 長篇漫畫
- 龍行天下（於東立《寶島少年》連載）
- 鷹俠
- 三賤客
- 美猴王
- 顛瘋物語
- 哈啦歪傳
- 哈啦三國（於東立《龍少年》不定期連載中）

### 單行本
- 龍行天下（全5集）東立
- 鷹俠（全1集）東立，1995年12月30日，ISBN 9573436493
- 三賤客（全1集）東立，2001年2月2日，ISBN 9577318940
- 美猴王（全1集）東立，2003年1月27日，ISBN 9861111085
- 顛瘋物語（全4集）東立
- 哈啦歪傳（全7集）東立
- 哈啦三國（3集未完）東立

## 外部連結
- 吳毓琦介紹（页面存档备份，存于）